# Paragomphus lineatus
Paragomphus lineatus är en trollsländeart som först beskrevs av Selys 1850.  Paragomphus lineatus ingår i släktet Paragomphus och familjen flodtrollsländor. IUCN kategoriserar arten globalt som livskraftig. Inga underarter finns listade i Catalogue of Life.

## Bildgalleri

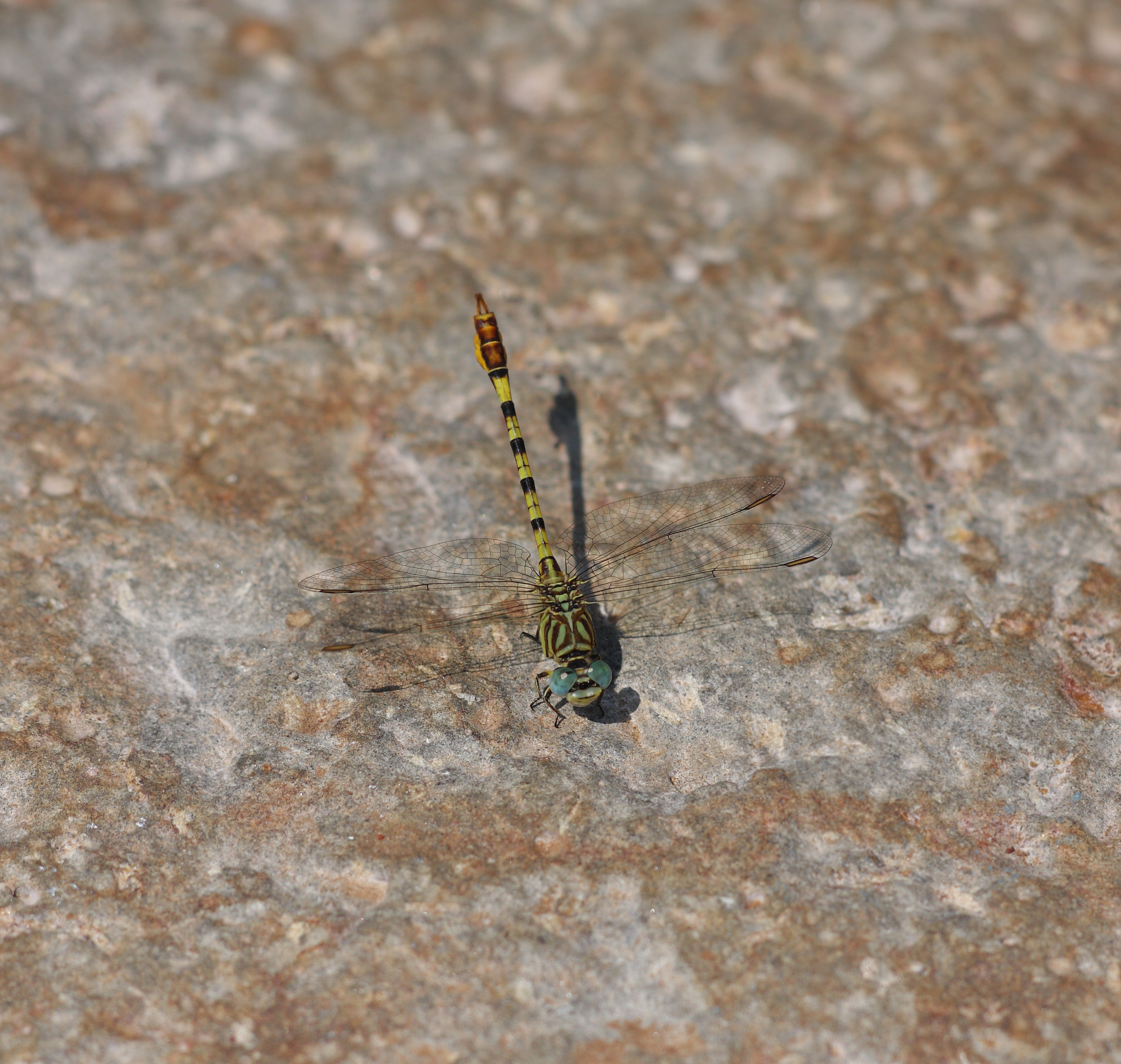
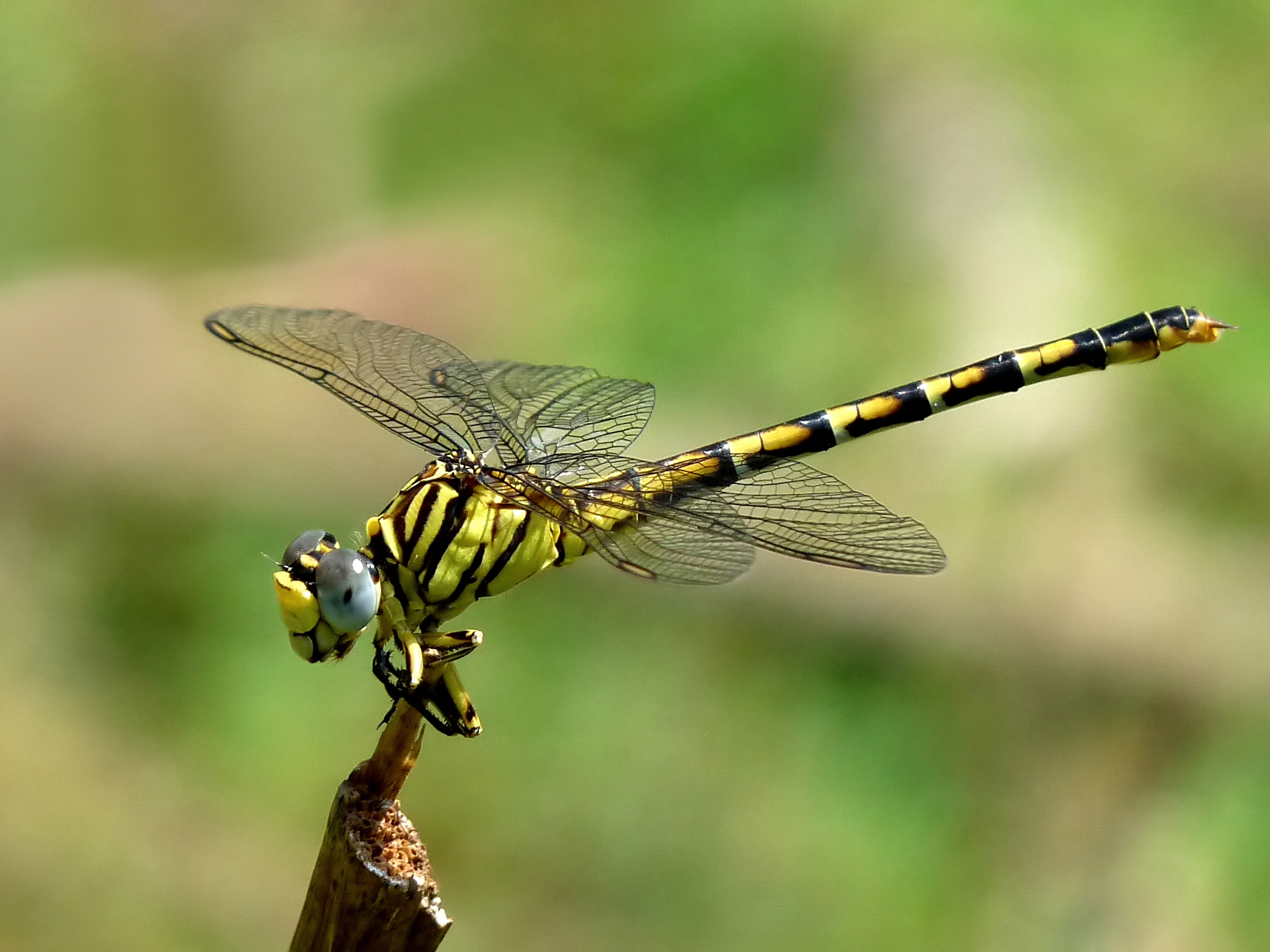
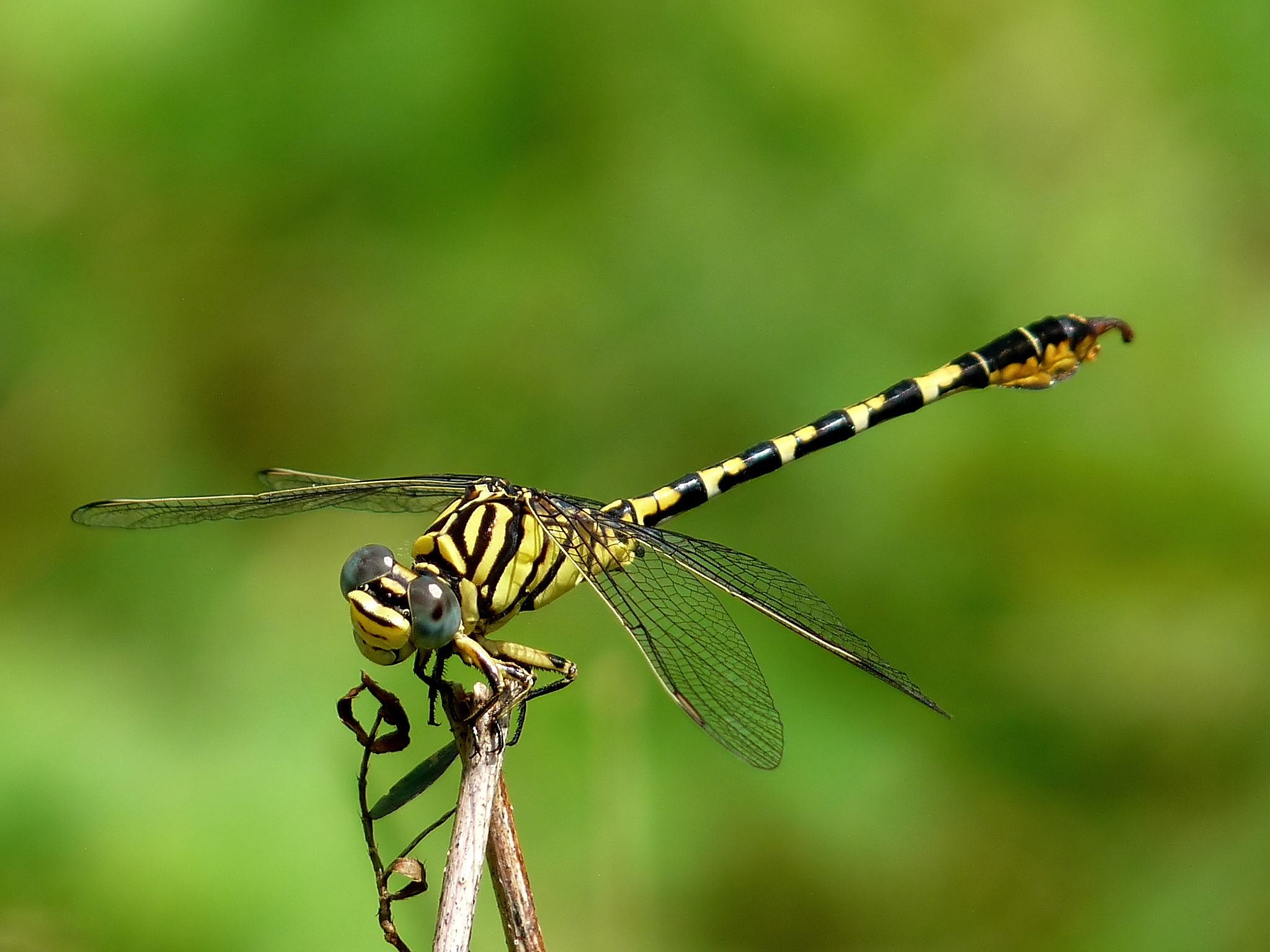
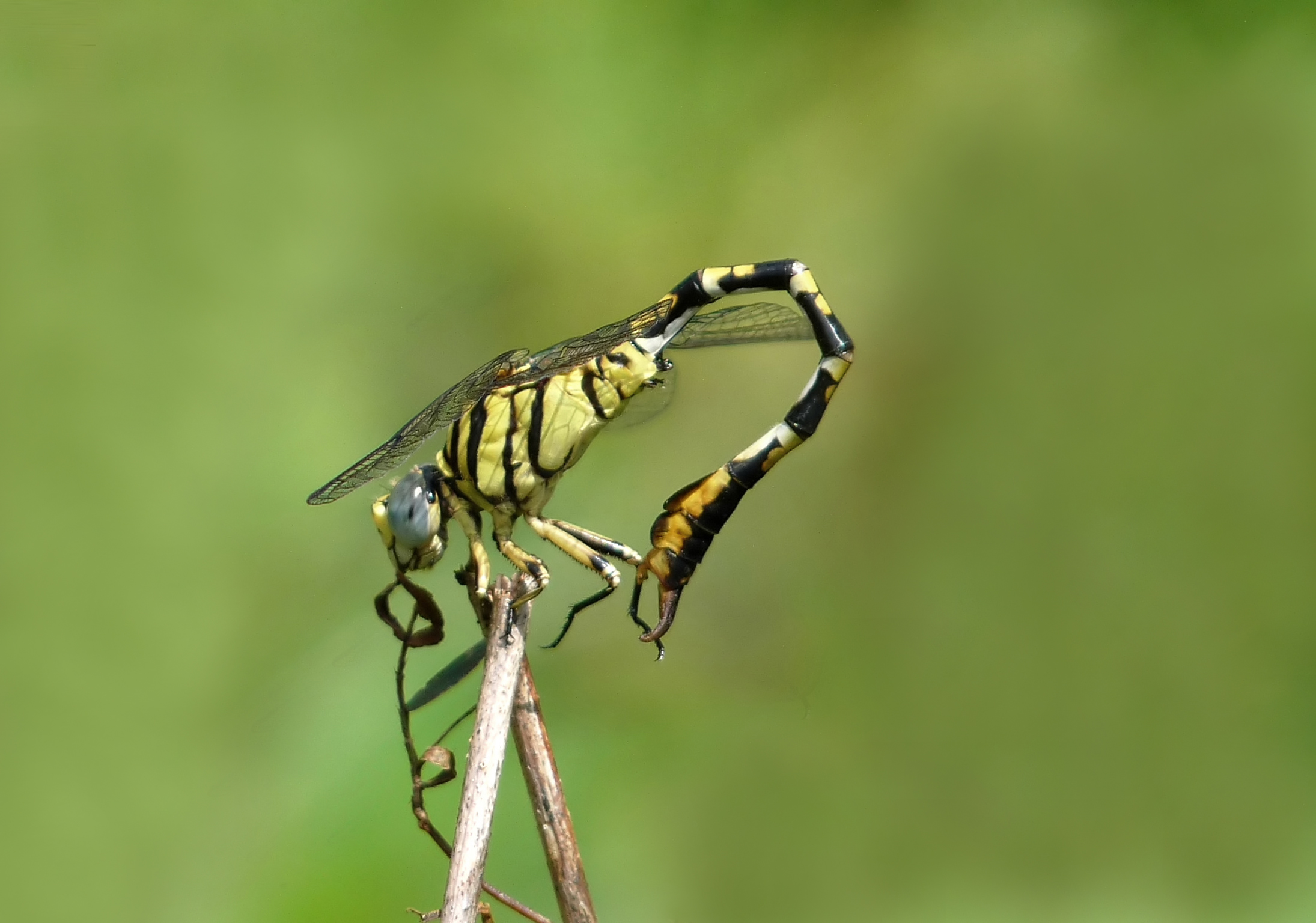